# Сборная Малайзии по хоккею с шайбой
Сборная Малайзии по хоккею с шайбой представляет Малайзию на международных турнирах по хоккею с шайбой. Является членом ИИХФ с 28 сентября 2006 года. Малайзия дебютировала в Чемпионатах мира по хоккею в марте 2022 года.

## Участие в турнирах
- Зимние Азиатские игры 2007 — 8-е место
- Азиатский кубок вызова по хоккею с шайбой 2008 — 2-е место
- Азиатский кубок вызова по хоккею с шайбой 2009 — 3-е место
- Азиатский кубок вызова по хоккею с шайбой 2010 — 4-е место
- Азиатский кубок вызова по хоккею с шайбой 2012 — 3-е место
- Четвёртый дивизион чемпионата мира по хоккею с шайбой 2022 — 4-е место
- Третий дивизион чемпионата мира по хоккею с шайбой 2023 — 12-е место
- Четвёртый дивизион чемпионата мира по хоккею с шайбой 2024 — 4-е место
- Четвёртый дивизион чемпионата мира по хоккею с шайбой 2025 — 6-е место